# Wilhelm Steckling

Heinz Wilhelm Steckling OMI (né le 23 avril 1947 à Verl) est un missionnaire allemand, actuellement évêque du diocèse de Ciudad del Este au Paraguay.

## Biographie
Wilhelm Steckling grandit à Spexard (Gütersloh) dans la Rhénanie-du-Nord-Westphalie. il entre chez les Oblats de Marie-Immaculée (OMI) et prononce le 1er mai 1967 ses premiers vœux. il poursuit des études de théologie et de philosophie à l'université de Mayence et prononce ses vœux perpétuels le 15 avril 1973. Le même jour, il est ordonné diacre par le cardinal Volk. Il est ordonné prêtre l'année suivante, le 20 juillet 1974 par Mgr Erwin Hecht OMI, évêque de Kimberley, à l'église Saint-Bruno de Spexard. Il est envoyé ensuite comme missionnaire au Paraguay dans le vicariat apostolique de Pilcomayo et comme chapelain à Independencia. 
De 1986 à 1992, il est provincial de sa congrégation dans le nord de l'Argentine. De 1992 à 1998, il est membre du conseil général des Oblats de Marie-Immaculée, avant de rejoindre en 1998 le chapitre général et il est élu supérieur général de sa congrégation. Il termine son deuxième mandat en 2010. Il est aussi conseiller à Rome de la Congrégation pour l'évangélisation des peuples et du Conseil pontifical pour le dialogue interreligieux. En 2010, il devient recteur du séminaire des Oblats de Marie-Immaculée à Asunción, capitale du Paraguay.
Le pape François le nomme le 15 novembre 2014 évêque du diocèse de Ciudad del Este. Il est consacré le 21 décembre 2014.